# Anisomysis australis
Anisomysis australis är en kräftdjursart som beskrevs av John Todd Zimmer 1918. Anisomysis australis ingår i släktet Anisomysis och familjen Mysidae. Inga underarter finns listade i Catalogue of Life.